# Vicky Chahar
Vicky Chahar (ur. 2004) – indyjski zapaśnik walczący w stylu wolnym. Zajął piętnaste miejsce na mistrzostwach świata w 2022 roku.
Czternasty na igrzyskach azjatyckich w 2022. Brązowy medalista mistrzostw Azji w 2024. Trzeci na MŚ U-23 w 2024. Mistrz Azji U-23 w 2025 roku.